# Le Soulier d'or à Charleroi
Le Soulier d'or est un immeuble de rapport située dans le quartier de la Ville-Haute en rue de la Montagne à Charleroi (Belgique). Il a été construit en 1920 par l'architecte Joseph André pour Garbiel Hélin.

## Histoire
Ce bâtiment succède deux maisons incendiées pendant la Première Guerre mondiale. La maison de commerce Le Soulier d'or qui occupait le rez-de-chaussée et qui donne le nom à ce bâtiment n'existe plus.

## Architecture
Le long de la pente de la rue de la Montagne, le bâtiment se développe sur cinq niveaux. Au rez-de-chaussée, il y a deux magasins et aux autres étages des logements. Entre les deux programmes d'architecture, il y a un demi-niveau qui était clairement lié au commerce. La façade à cinq poutres est marquée par les ouvertures et les parties en saillie. La partie centrale avec un fronton courbe à décorations florales détermine la symétrie de la façade. Les matériaux qui caractérisent le bâtiment sont le jeu entre la brique et la pierre et l'articulation des balcons métalliques.